# إيفانيا الملحق

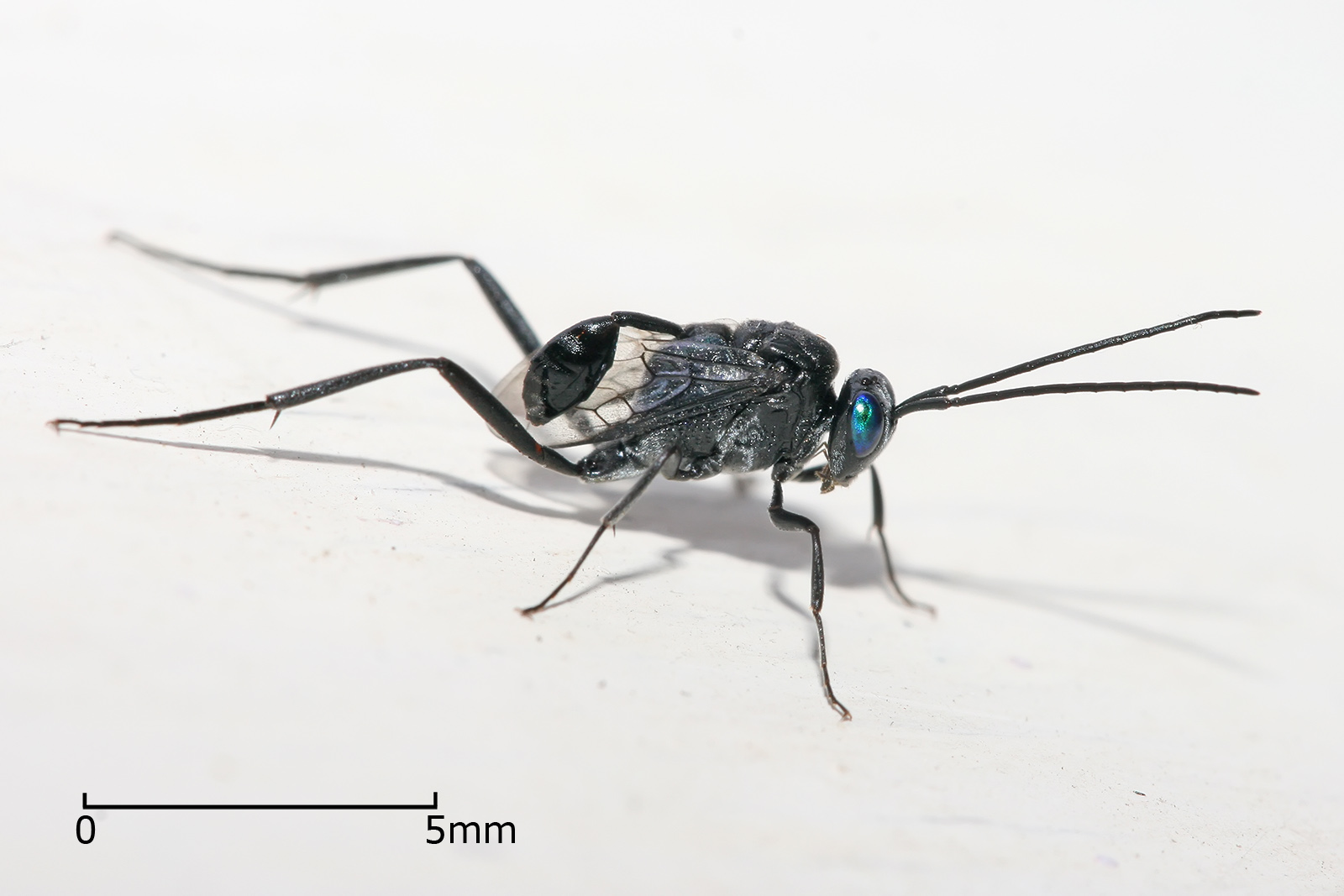
إيفانيا الزائدة الدودية

إيفانيا الزائدة الدودية ، والمعروفة أيضًا باسم دبور الراية زرقاء العينين ، هي نوع من الدبابير في عائلة Evaniidae . موطنها الأصلي غير معروف ، ولكن من المحتمل أنها نشأت في آسيا . تظهر اليوم في جميع أنحاء المناطق الاستوائية وشبه الاستوائية وفي العديد من المناطق المعتدلة . كما هو الحال مع بقية أفراد عائلتها ، فإن هذا الدبور ذو العين الزرقاء هو طفيلي معروف بتخصصه في الاباضة في بيض الصراصير . 